# Fatin Abdel Wahab
Fatin Abdel Wahab (en árabe: فطين عبد الوهاب) 22 de noviembre de 1913-12 de mayo de 1972) fue un director de cine egipcio. Su película Wife Number 13 de 1961 fue inscrita en el duodécimo Festival Internacional de Cine de Berlín. Asimismo, su filme Driven from Paradise de 1965 ingresó en el cuarto Festival Internacional de Cine de Moscú.

## Filmografía selecta
- Al-Ustazah Fatimah (1952)
- Miss Hanafi (1954)
- Ismail Yassine in the Navy (1957)
- Hamido's son (1957)
- A Rumor of Love (1960)
- Wife Number 13 (1961)
- Bride of the Nile (1963)
- Driven from Paradise (1965)
- My Wife, the Director General (1966)
- Land of Hypocrisy (1968)